# Janiralata koreaensis
Janiralata koreaensis är en kräftdjursart som beskrevs av Spencer S. Jang 1991. Janiralata koreaensis ingår i släktet Janiralata och familjen Janiridae. Inga underarter finns listade i Catalogue of Life.